# Alexandre Bengué
Alexandre Bengué (Lourdes, 22 december 1975) is een Frans rallyrijder.

## Carrière
Alexandre Bengué maakte in 1998 zijn debuut in de rallysport. Hij reed eerst rond in junioren categorieën, voordat hij in 2002 voor het eerst een serieuze poging deed op succes in het Frans rallykampioenschap. Met een Peugeot 206 WRC wist hij dat jaar een ronde van het kampioenschap te winnen. Het jaar daarop won hij met deze auto vier rally's en schreef uiteindelijk de Franse titel op zijn naam. Hij behaalde een identiek aantal overwinningen in het kampioenschap van 2004, maar eindigde dit keer tweede achter Stéphane Sarrazin.
Bengué had op dat moment al zijn opwachting gemaakt in het Wereldkampioenschap rally, en een tiende plaats tijdens de WK-ronde in Duitsland in 2004 was dat jaar zijn beste resultaat. In het seizoen 2005 werd hij gecontracteerd door het fabrieksteam van Škoda, actief met de Fabia WRC. Hij werd als tweede rijder ingezet tijdens de asfaltrondes in het WK. In zijn debuut voor het team in Monte Carlo won hij twee klassementsproeven en eindigde hij net buiten de punten als negende algemeen. Hij greep later dat jaar naar zijn eerste kampioenschapspunten toe in Corsica, waar hij als zesde eindigde. Škoda trok zich na afloop van het seizoen echter terug uit het kampioenschap, waardoor Bengué zijn zitje verloor voor 2006. Dat jaar stapte hij over naar een Peugeot 307 WRC, waarmee hij sterke optredens maakte tijdens de WK-rally's van Catalonië en Corsica, de evenementen respectievelijk eindigend als vierde en vijfde algemeen. Een terugkeer bij een fabrieksteam kwam er echter niet voor Bengué en hij is sindsdien ook niet meer actief geweest in het WK.
Bengué keerde in 2008 terug in het Frans rallykampioenschap, waarin hij twee rondes wist te winnen. In 2010 zou hij een programma afwerken in de Intercontinental Rally Challenge met een Opel Corsa S2000, maar dit project kwam uiteindelijk niet van de grond. In 2011 reed hij met een Mini John Cooper Works WRC weer enkele rally's in het Frans kampioenschap.

## Complete resultaten in het Wereldkampioenschap rally

### Overzicht van deelnames
| Seizoen | Inschrijving          | Auto                 | 1      | 2   | 3   | 4     | 5     | 6      | 7   | 8   | 9      | 10     | 11     | 12     | 13  | 14     | 15     | 16  | Pos. | Punten |
| ------- | --------------------- | -------------------- | ------ | --- | --- | ----- | ----- | ------ | --- | --- | ------ | ------ | ------ | ------ | --- | ------ | ------ | --- | ---- | ------ |
| 1999    | Alexandre Bengué      | Peugeot 106 S16      | MON    | ZWE | KEN | POR   | SPA   | FRA NF | ARG | GRI | NZL    | FIN    | CHN    | ITA    | AUS | GBR    |        |     | -    | 0      |
| 2000    | Alexandre Bengué      | Peugeot 106 S16      | MON    | ZWE | KEN | POR   | SPA   | ARG    | GRI | NZL | FIN    | CYP    | FRA NF | ITA    | AUS | GBR    |        |     | -    | 0      |
| 2001    | Alexandre Bengué      | Peugeot 106 S16      | MON NF | ZWE | POR | SPA   | ARG   | CYP    | GRI | KEN | FIN    | NZL    | ITA    | FRA    | AUS | GBR    |        |     | -    | 0      |
| 2003    | Team BSA              | Peugeot 206 WRC      | MON    | ZWE | TUR | NZL   | ARG   | GRI    | CYP | DUI | FIN    | AUS    | ITA    | FRA NF | SPA | GBR    |        |     | -    | 0      |
| 2004    | Alexandre Bengué      | Peugeot 206 XS S1600 | MON    | ZWE | MEX | NZL   | CYP   | GRI    | TUR | ARG | FIN NF |        |        |        |     |        |        |     | -    | 0      |
| 2004    | Équipe de France FFSA | Peugeot 206 WRC      |        |     |     |       |       |        |     |     |        | DUI 10 | JPN    | GBR    | ITA | FRA NF | SPA    | AUS | -    | 0      |
| 2005    | Škoda Motorsport      | Škoda Fabia WRC      | MON 9  | ZWE | MEX | NZL   | ITA   | CYP    | TUR | GRI | ARG    | FIN    | DUI NF | GBR    | JPN | FRA 6  | SPA NF | AUS | 21   | 3      |
| 2006    | Team BSA              | Peugeot 307 WRC      | MON    | ZWE | MEX | SPA 4 | FRA 5 | ARG    | ITA | GRI | DUI    | FIN    | JPN    | CYP    | TUR | NZL    | AUS    | GBR | 12   | 9      |